# Dendrobrachia paucispina
Dendrobrachia paucispina is een zachte koraalsoort uit de familie Dendrobrachiidae. De koraalsoort komt uit het geslacht Dendrobrachia. Dendrobrachia paucispina werd in 1991 voor het eerst wetenschappelijk beschreven door Opresko & Bayer. 